# فيكي بيترز
فيكي بيترز (بالإنجليزية: Vicki Peters)‏ هي بلاي ميت وممثلة أمريكية، ولدت في 9 سبتمبر 1950.

## وصلات خارجية
- فيكي بيترز على موقع IMDb (الإنجليزية)
- فيكي بيترز على موقع قاعدة بيانات الفيلم (الإنجليزية)